# Conrad Bonnevie-Svendsen
Conrad Bonnevie-Svendsen (* 11. April 1898 in Kristiania; † 12. Juni 1983 in Oslo) war ein Geistlicher und Politiker der Hjemmefronten, der 35 Jahre lang von 1933 bis 1968 Hauptpfarrer der Gehörlosenseelsorge sowie 1945 in der ersten Regierung von Ministerpräsident Einar Gerhardsen Beratender Minister für Kirchenangelegenheiten war. Während der deutschen Besetzung Norwegens durch das Unternehmen Weserübung spielte er eine maßgebliche Rolle in der kirchlichen Widerstandsarbeit im Zweiten Weltkrieg und engagierte sich auch aktiv in der kirchlichen Sozialarbeit.

## Leben

### Familiäre Herkunft, Studium und Eheschließung
Conrad Bonnevie-Svendsen war der Sohn von Conrad Svendsen, der sich als Geistlicher ebenfalls in der Gehörlosenseelsorge engagierte und ebenfalls Hauptpfarrer war, sowie von Hanne Bonnevie, einer Lehrerin für Gebärdensprache. Sein Großvater mütterlicherseits war der Politiker Jacob Aall Bonnevie, der zwischen 1880 und 1897 Mitglied des Storting sowie von Juli 1889 bis März 1891 Minister für Kirchen und Unterricht war. 
Er wuchs in einem Gehörlosenheim im Osloer Stadtteil Solveien und später im Osloer Stadtteil Aker auf, das von seinem Vater im Jahr seiner Geburt 1898 gegründet wurde. Durch das Engagement seiner Eltern lernte auch er frühzeitig die Gebärdensprache und begann nach dem Schulbesuch 1916 ein Studium der Theologie. Im selben Jahr wurde er auf Beschluss des Vorstands des Gehörlosenheimes dort Lehrer. 
Nachdem er 1920 als 22-Jähriger sein Studium als Candidatus theologiæ (Cand. theol.) abgeschlossen hatte, arbeitete er zudem als Mitarbeiter der Theologischen Universität der Universität Kristiania und legte 1921 auch das Examen im Fach Praktische Theologie ab. Kurze Zeit später heiratete er 1921 Marit Lien, die Tochter des Fabrikanten Simen Johnsen Lien und dessen Ehefrau Olga Holmsen.

### Engagement für Gehörlose
In der Folgezeit setzte er die enge Zusammenarbeit mit seinem Vater fort und wurde Hilfspfarrer in der Gehörlosenseelsorge, ehe er von diesem 1933 die Funktion als Hauptpfarrer für die Gehörlosenseelsorge übernahm. Diese Funktion übte er 35 Jahre lang bis zum Erreichen der Altersgrenze 1968 aus.
Er spielte daneben auch eine zentrale Rolle innerhalb des Heimes für Gehörlose. 1931 kaufte er einen Bauernhof in Andebu, einer Kommune im Fylke Vestfold, und eröffnete dort ein Arbeits- und Pflegeheim für Gehörlose. Neben den dortigen Betrieben für Landwirtschaft und Zimmerleute gründete er dort schließlich 1948 auch eine Sonderschule für gehörlose Kinder. In den 1930er Jahren gründete er im Gehörlosenheim im Osloer Stadtteil Nordstrand eine Berufsschule für Schneider und Schuhmacher. 1941 wurde die alte Verbindung zwischen dem Heim für Gehörlose und der Norwegischen Lutherischen Gesellschaft für Innere Mission (Det Norske Lutherske Indremisjonsselskap) zwar beendet, die christlich-soziale Arbeit in Nordstrand und Andebu aber im Sinne von Hans Nielsen Hauge fortgesetzt. Bonnevie-Svendsen fungierte zwischen 1942 und 1968 als Vorsteher des Heimes für Gehörlose. In den folgenden Jahren engagierte er sich auch für Menschen, die von Taubblindheit betroffen waren, und begann 1963 erstmals mit einer systematischen Berufsausbildung für taubblinde Menschen.

### Zweiter Weltkrieg und Engagement in der Widerstandsbewegung
Während der deutschen Besetzung Norwegens durch das Unternehmen Weserübung spielte Bonnevie-Svendsen eine maßgebliche Rolle in der kirchlichen Widerstandsarbeit und engagierte sich auch aktiv in der kirchlichen Sozialarbeit. Durch seine zahlreichen Kontakte und sein Organisationstalent unterstützte er insbesondere die Widerstandsbewegung gegen die deutsche Besatzungsmacht sowie gegen die norwegische faschistische Partei Nasjonal Samling des Vidkun Quisling.
Daneben repräsentierte er die Kirche in der Widerstandsbewegung KK (Koordinasjonskomiteen) sowie später in der Führung der Heimatfront (Hjemmefrontens Ledeles). Im Herbst 1942 wurde er ferner Mitglied der Vorläufigen Kirchenführung (Den Midlertidige Kirkeledelse) bei der Regierung Quisling und übernahm in dieser Zeit insbesondere die Verantwortung für den Aufbau einer geheimen Kommunikation zwischen der Vorläufigen Kirchenführung in Oslo und rund 650 Pfarrern in Norwegen. Dabei erwies es sich als Vorteil, dass Bonnevie-Svendsen als Hauptpfarrer in der Gehörlosenseelsorge keinen Reisebeschränkungen unterlag und somit zahlreiche Reisen durch das ganze Land unternehmen konnte. Gleichzeitig war er Organisator des Bemühens, die Pfarrer vom staatlichen Gehalt unabhängig zu machen. 
Gegen Ende des Krieges musste schließlich auch er nach Schweden flüchten und spielte dort im Frühjahr 1945 eine führende Position bei der kirchlichen Arbeit der dortigen Exil-Norweger. Im Gedenken an sein Engagement in der Widerstandsbewegung ist in der Antarktis der Bonnevie-Svendsenbreen nach ihm benannt.

### Beratender Kirchenminister und Engagement beim Wiederaufbau der Norwegischen Kirche
Nach dem Ende des Zweiten Weltkrieges wurde Bonnevie-Svendsen am 25. Juli 1945 in der ersten Regierung von Ministerpräsident Einar Gerhardsen Beratender Minister für Kirchenangelegenheiten (Konsultativ Statsråd for Kirkesaker). Diese Funktion in der Allparteienregierung (Samlingsregjeringen) bekleidete er bis zum 5. November 1945 und war damit der engste Berater des damaligen Ministers für Kirchen und Unterricht, Kaare Fostervoll.
Bonnevie-Svendsen spielte auch eine maßgebliche Rolle bei der Gründung der Landesverbandes für kirchliche Pflege (Menighetspleienes Landsforbund) und initiierte später mit Pastor Henrik Hauge die Gründung einer kirchlichen Organisation zur Unterstützung von Bedürftigen im Ausland, nicht zuletzt auch in Deutschland. Im Anschluss war er Vorsitzender des Zentralausschusses der Nationalhilfe und wurde 1947 Vorsitzender der Stiftung der Nationalhilfe (Nasjonalhjelpens Fond), eine Organisation zur Unterstützung von Menschen, die wegen des Krieges in Not geraten waren. Zugleich fungierte er als Vorsitzender eines Komitees zur Verwaltung eines Spendenfonds von 5 Millionen Kronen, die durch lutherische Kirchen in den USA zum Wiederaufbau der Norwegischen Kirche gesammelt wurden.

### Engagement in der internationalen Kirchenarbeit und sozialen Organisationen
Bonnevie-Svendsen, der 1948 Vorsitzender der Kirchlichen Nothilfe (Kirkens Nødhjelp) wurde, gehörte 1949 auch zu den Mitgründern des Nordisch-Deutschen Kirchenkonvents und fungierte als erster Präsident von dessen Leitung, der auch der dänische Geistliche Halfdan Høgsbro angehörte.
Des Weiteren war er Ende der 1940er und Anfang der 1950er Jahre aktiv in zahlreichen kirchlichen und humanitären Organisationen. Er engagierte sich unter anderem im neugegründeten Institut für Kirchen (Menighetsinstituttet), beim Christlichen Einsatz (Kristen Innsats), im Christlichen Filmrat (Kristent Filmråd) sowie im Institut für kirchliche Beziehungen (Mellomkirkelig Institutt), aber auch in der Jugendarbeit. Bonnevie-Svendsen, der auch aktiver Anhänger der Freimaurerei war, war zwischen 1949 und 1950 Erster Vizepräsident von Rotary International.
Für sein langjähriges Engagement und seine Verdienste verlieh ihm die Christian-Albrechts-Universität zu Kiel 1952 einen Ehrendoktor der Theologie. Darüber hinaus wurde er 1958 Kommandeur mit Stern des Sankt-Olav-Ordens.

## Hintergrundliteratur
- F. Jor: En nøkkel til nytt liv. Hjemmet for døve gjennom 60 år 1898–1958, 1958
- P. Voksø (Herausgeber): Krigens dagbok. Norge 1940–1945, 1984
- P. Voksø: Kirkeliv og kirkelov. Inntrykk fra 50 års historie, 1994
- M. Dehli / H.-C. Vadseth: Tro, håp og kjærlighet. Stiftelsen Hjemmet for Døve 100 år. 1898–1998, 1998